# クッチャロ湖エコワーカーズ
クッチャロ湖エコワーカーズ（クッチャロこエコワーカーズ）は、北海道枝幸郡浜頓別町のクッチャロ湖畔(旧白鳥舎)を本拠地とする、環境コミュニケーションNPO法人である。略称はエコワーカーズ。

## 概要
クッチャロ湖畔に社有林を持つ大同特殊鋼は、この森を「大同の森」（クッチャロ自然の森だいどう）と名付けて環境教育に活用している。この活動に連携するように、2006年に当団体が発足して以来、同社はCSR活動の一環として支援を実施している。
大同特殊鋼の社有林の保全活動や、生物多様性向上活動を主業務としつつ、クッチャロ湖及び近隣における環境保全活動、各種エコツアーやエコフォーラムの主宰などの環境啓発活動をおこなっている。また、2019年からは大同特殊鋼所有地以外の林地の取得も開始した。

## 沿革

### 発足以前
- 1990年 - 大同特殊鋼が、中頓別・浜頓別森林組合（枝幸郡中頓別町字中頓別161番地6）に委託し、ほぼ笹に覆われていたクッチャロ湖中島の社有林にアカエゾマツ等の植樹事業を開始。
- 2005年 - 大同特殊鋼が、社員及びその家族を対象にした、同地におけるエコツアーを実施。この時集まった地元ボランティアが中心になり、大同特殊鋼と連携した、環境保全、環境啓発、環境コミュニケーション等の持続可能な仕組みづくりを模索。

### 発足以降
- 2006年 - 浜頓別町産業振興課職員 菊地勝之、浜頓別町商工会役員 毛利秀敬、浜頓別プロパンセンター長 森宏美、東京で広告代理店を営む 北村秀行らが中心となり、クッチャロ湖エコワーカーズを設立。
- 2007年 - 浜頓別町日の出2丁目を本拠地として、クッチャロ湖エコワーカーズをNPO法人として登録。毛利秀敬が理事長に就任。各種エコツアーの主宰を開始。
- 2008年 - 本州の大学生と連携した、「CASE1クッチャロ湖学生環境サミット」を共催。地元ホストとして、100名に及ぶ大学生の野外生活やフィールドワークのサポートを実施。クッチャロ湖学生環境サミットはその後、東京大学の環境サークルメンバー[4]らにより、数年に渡り継続的な活動をおこなった。
- 2010年 - 愛知県で行われた、第10回生物多様性条約締約国会議[5]の併設イベントである、CBD COP10生物多様性交流フェアにブース出展。
- 2011年　東京大学の学生らによる、学生環境サミットの継続活動を目にした北海道JTBが、そのホストであるエコワーカーズに連絡して新たなマラソン大会の企画を提案する。これに端を発し、浜頓別町を中心にした北オホーツク100ｋｍマラソン[6]の開催が決定。以降毎年開催される同マラソンに環境啓発ブースを出展。
- 2017年 - クッチャロ湖畔にある白鳥舎に移転。通称エコセンターとして環境啓発活動の拠点とする。
- 2018年 - クッチャロ湖中島の大同特殊鋼社有林以外のエリアをトラスト活動として取得。大同特殊鋼の社有林と共に、“だいどうの森“として保全活動、生物多様性向上活動を開始。
- 2019年 - 大同特殊鋼が、第72回愛鳥週間に於いて、浜頓別町における環境保全活動に対する野生生物保護功労者賞として環境大臣表彰を受ける。エコワーカーズもそのパートナー事業者として表彰式に臨席。
- 2021年 - 令和3年度の「みどりの日」自然環境功労者環境大臣表彰を受賞。